# 姚坤君
姚坤君，臺灣女演員，出生臺灣臺北市，畢業於北卡羅來納大學藝術碩士，現已教授身分於臺灣大學戲劇學系任教，主授表演課程。主要活躍於舞台劇表演，在臺灣劇場觀眾及媒體之間有劇場女王的稱號，曾出演多部經典舞台劇及影視劇。